# ريان ماكان
ريان ماكان (بالإنجليزية: Ryan McCann)‏ (21 سبتمبر 1981 في مالاوي - ) هو لاعب كرة قدم بريطاني في مركز الوسط. لعب مع سانت جونستون وستوكبورت كونتي وكوين أوف ساوث ونادي بوهيميان ونادي سلتيك ونادي هارتلبول يونايتد ونادي كلايد وأردريونيانز ونادي موركامب ونادي آير يونايتد ونادي بيترهيد ‏.

## وصلات خارجية
- ريان ماكان على موقع قاعدة بيانات كرة القدم.إي يو (الإنجليزية)
- ريان ماكان على موقع Soccerbase.com (لاعب) (الإنجليزية)